# Citharichthys cornutus
Citharichthys cornutus es una especie de pez del género Citharichthys, familia Paralichthyidae. Fue descrita científicamente por Günther en 1880.
Se distribuye por el Atlántico Occidental: Canadá a Georgia, EE. UU., también en Uruguay. La longitud total (TL) es de 10 centímetros. Especie batidemersal que puede alcanzar los 400 metros de profundidad.
Está clasificada como una especie marina inofensiva para el ser humano.